# ヴァンバン県

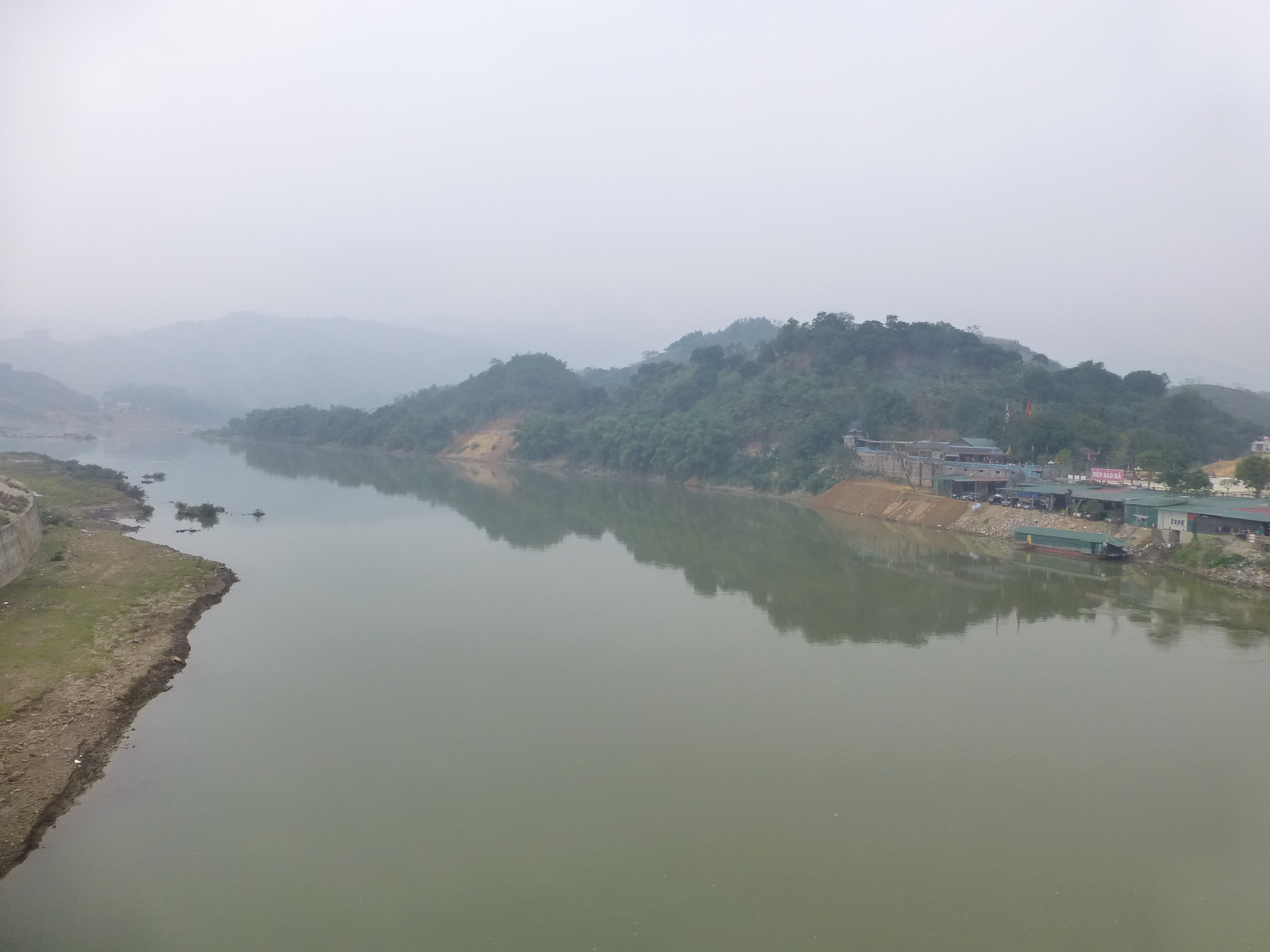
紅河

ヴァンバン県（ヴァンバンけん、ベトナム語：Huyện Văn Bàn / 縣文盤?）は、ベトナム社会主義共和国ラオカイ省の県。面積は1424 km²、人口は87,317人（2009年）である。

## 行政区画
1市鎮22社を管轄する。